# Southern California Edison
Die Southern California Edison (SCE) ist ein Elektrizitätsversorger im Großraum Südkalifornien und zugleich das maßgebliche Tochterunternehmen der Edison International. Sie versorgt rund 5.000 Industriebetriebe, 14.000 Gewerbebetriebe und rund 14 Millionen Privatkunden mit elektrischer Energie.

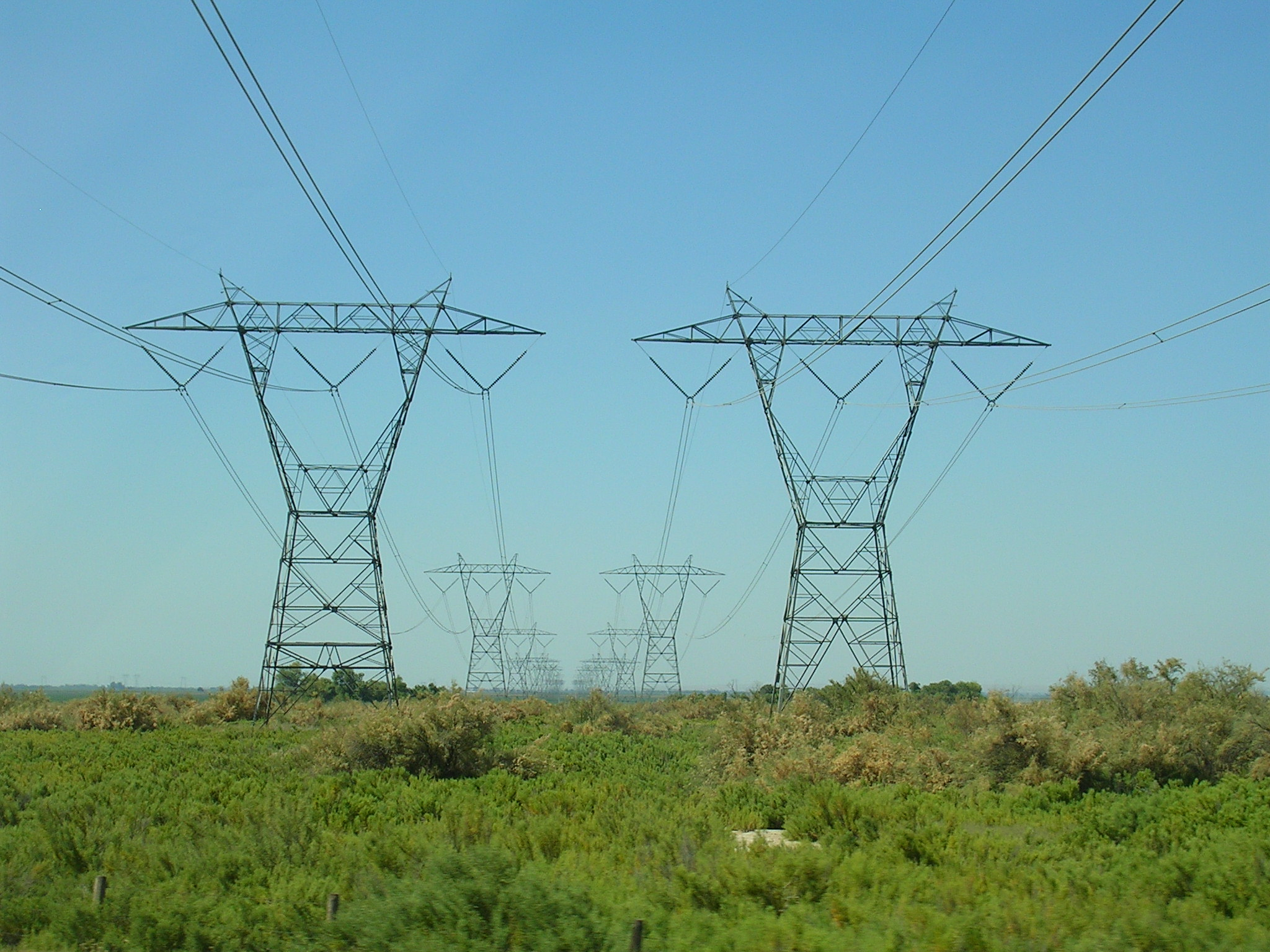
500-kV-Freileitung (Path 26) der SCE mit der PG&E

Die SCE Corp besitzt und betreibt alle Hochspannungsleitungen in ihrem Versorgungsgebiet sowie 16 sogenannte Interconnections im Rahmen der North American Electric Reliability Corporation mit benachbarten Netzbetreibern. Eine der größten Interconnections ist der sogenannte Path 26 im Los Angeles County mit der Pacific Gas and Electric (PG&E), welche auf eine Übertragungsleistung von 3,6 GW ausgelegt ist.
Im Rahmen der Deregulierung musste SCE eigene Kraftwerke verkaufen, unter anderem alle Gaskraftwerke. Im Besitz der SCE sind nur einige Wasserkraftwerke mit einer Gesamtleistung von 1,2 GW und eine 75-%-Beteiligung am Kernkraftwerk San Onofre verblieben.